# Distretto di Jiulongpo
Il distretto di Jiulongpo (cinese semplificato: 九龙坡区; cinese tradizionale: 九龍坡區; mandarino pinyin: Jiǔlóngpō Qū) è un distretto di Chongqing. Ha una superficie di 432 km² e una popolazione di 760.000 abitanti al 2006.